# Ронкаљија (Торино)
Ронкаљија је насеље у Италији у округу Торино, региону Пијемонт.
Према процени из 2011. у насељу је живело 317 становника. Насеље се налази на надморској висини од 378 м.